# اریک
اریک (انگلیسی: Hérick؛ زادهٔ ۲۶ ژانویهٔ ۱۹۸۷) بازیکن فوتبال اهل برزیل است.
از باشگاه‌هایی که در آن بازی کرده‌است می‌توان به باشگاه ورزشی کروزیرو اشاره کرد.